# Тверская жизнь (газета, 1908)
«Тверская жизнь» (январь—ноябрь 1908) — политическая, общественная и литературная газета, периодичность 2 раза в неделю, тираж — от 800 до 1200 экз., подписная. Издавалась в Твери.
Редактор — А. К. Касаткин. Газета публиковала критические статьи в адрес местных властей, что вызвало их неодобрение и привело её к скорому закрытию. Не путать с газетой «Тверская жизнь» (февраль 1906).